# 康加里国家公园
康加里国家公园（英語：Congaree National Park）保存着美国存留最大面积的低地原始阔叶林。其位于南卡罗莱纳州中部，位于州首府哥伦比亚东南18英里处，公园面积为26,546英亩，绝大部分土地归联邦政府所有，其于2003年入选美国国家公园。公园内生长着苍翠繁茂的树木，形成世界上现有的温带落叶林之一。康加里河流经公园，公园约57%面积被指认为自然荒野区。

## 公园历史

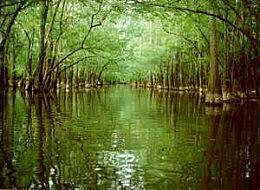
锡达河

南卡罗莱纳州位于湿润亚热带地区，该地区湿润多雨，该州中东部属于大西洋沿岸平原，地形较为平坦，不利于排水，因此南卡罗莱纳州中东部的平原沿河地区经常出现洪灾。欧洲殖民者进入该地区后发现康加里河沿岸洪水频繁，无法建立永久定居点和发展农业，因此这里直到19世纪末前没有深入开发。
1898年，桑蒂河柏树伐木公司开始在现在的公园区域作业。该公司由来自芝加哥的弗朗西斯·贝德勒和本杰明·F·弗格森所有，一直运营到1914年；随后，贝德勒和他的继承人保留了该地区的所有权。此时康加里河的资源开采以柏树伐木为中心。雪松溪狩猎俱乐部的成员、也是《国家》杂志的联合编辑的哈里·RE·汉普顿和查尔斯顿《邮报与信使报》的彼得·曼尼戈特一起倡导保护康加里河沿岸的洪泛区。汉普顿于1961年成立了贝德勒森林保护协会。由于这一倡导，美国国家公园管理局在 1963 年的一项研究对建立国家纪念碑给出了积极的报告。
1969年，贝德勒家族重新开始伐木，促使1972年成立了康加里沼泽国家保护区协会 (CSNPA)。CSNPA联合美国环保组织塞拉俱乐部和其他保护组织，推动联邦立法保护这片土地。南卡罗来纳州参议员斯特罗姆·瑟蒙德和欧内斯特·F·霍林斯于1975年提出建立国家保护区的法案。1976年10月18日，立法通过，建立康加里沼泽国家纪念地。霍林斯和瑟蒙德于1988年提出扩建计划，将纪念地扩建到22,200英亩（34.7平方英里；89.8 平方公里）。1983年6月30日，康加里沼泽国家公园议会通过了这一竞选。1988年10月24日，超过2/3的国家纪念地被指认为自然荒野区，2001年7月26日，均演变为重点鸟区。2003年11月10日，议会重新指定纪念地康加里国家公园，同期将它的边界扩大近4,576英亩。截至 2011 年12月31日，公园约26,021英亩（40.7平方英里；105.3平方公里）的土地归联邦政府所有。

## 环境
公园是大西洋中部沿海森林栖息地的一部分。公园内可能出现的大型动物包括山猫、鹿、野猪、野狗、郊狼、犰狳、火鸡和水獭。公园的水域里生活着有趣的生物，如两栖动物、海龟、蛇和多种鱼类，包括弓鳍鱼、鳄雀鳝和鲶鱼。

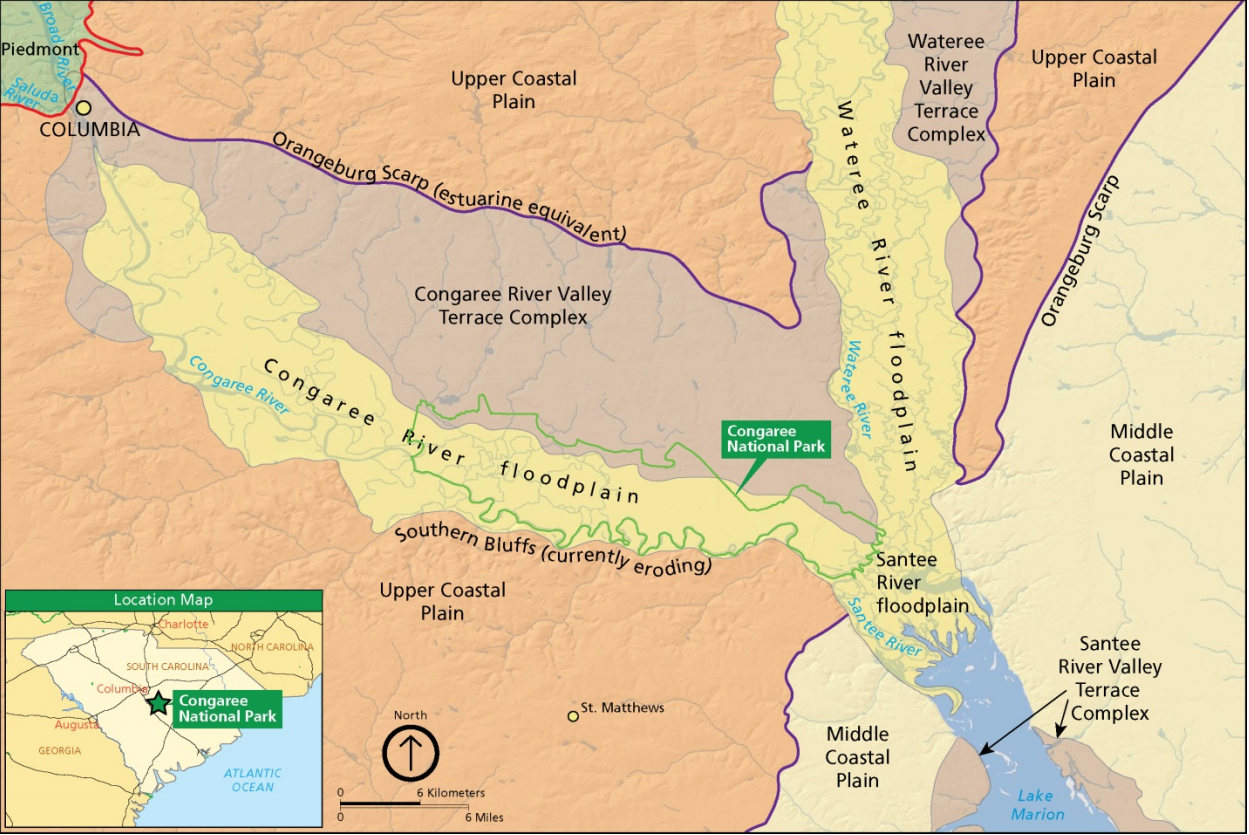
公园地质图

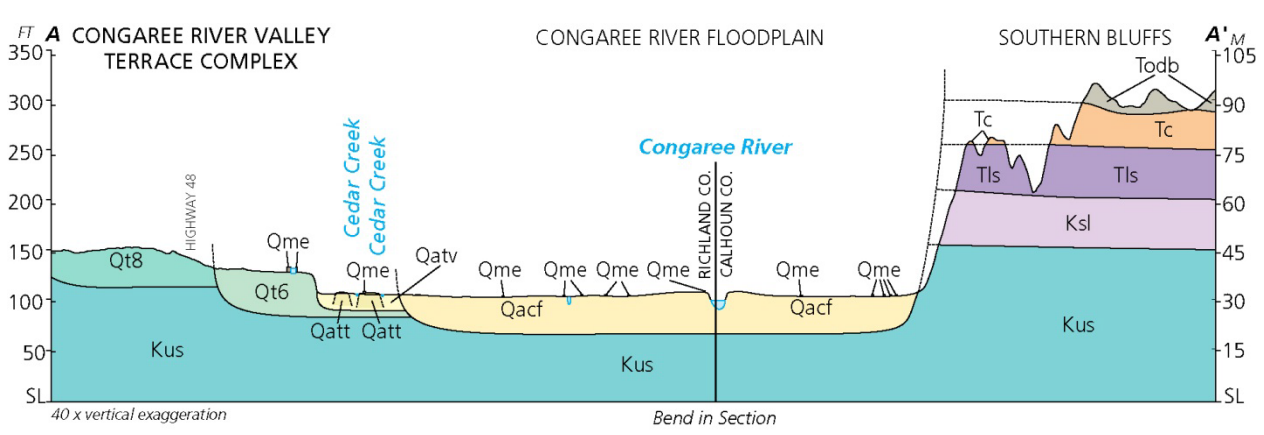
公园地质剖面图

## 地质
公园完全位于康加里河洪泛区内，洪水沉积了沙子、淤泥和粘土。淤泥和泥炭是植被腐烂的产物。河流的蜿蜒形成了独特的牛轭湖。公园北部是东北-西南区域走向的奥古斯塔断层和由上新世 河流阶地组成的阶地群。公园南部是南部悬崖，自晚更新世以来一直在侵蚀。公园西部是瀑布线和皮埃蒙特。

## 设施和景点
除了是指定自然保护区、国际生物圈保护区、全球重点鸟区和国际自然景观外，康加里国家公园的特色是简单营地，并提供徒步、划船、皮划艇和观鸟等活动。落羽杉是公园内常见的树木。大型动物包括山猫、鹿、野猪、野狗、土狼、犰狳、火鸡。水域里有趣生物如两栖动物：乌龟、水蛇、短吻鳄，鱼类有：弓鳍鱼、大嘴鲈鱼、比目鱼和鲶鱼。有可用的简单郊区营地。步道包括布拉夫道、维斯顿环湖道、橡树岭道和金蛇道，游客可在那里看到鹿、浣熊、负鼠，甚至山猫的足迹。国家公园管理局护林人近期的路线情况可在哈里·汉普顿游客中心找到。沿着徒步路线，锡达河还有一条20英里的独木舟路线。

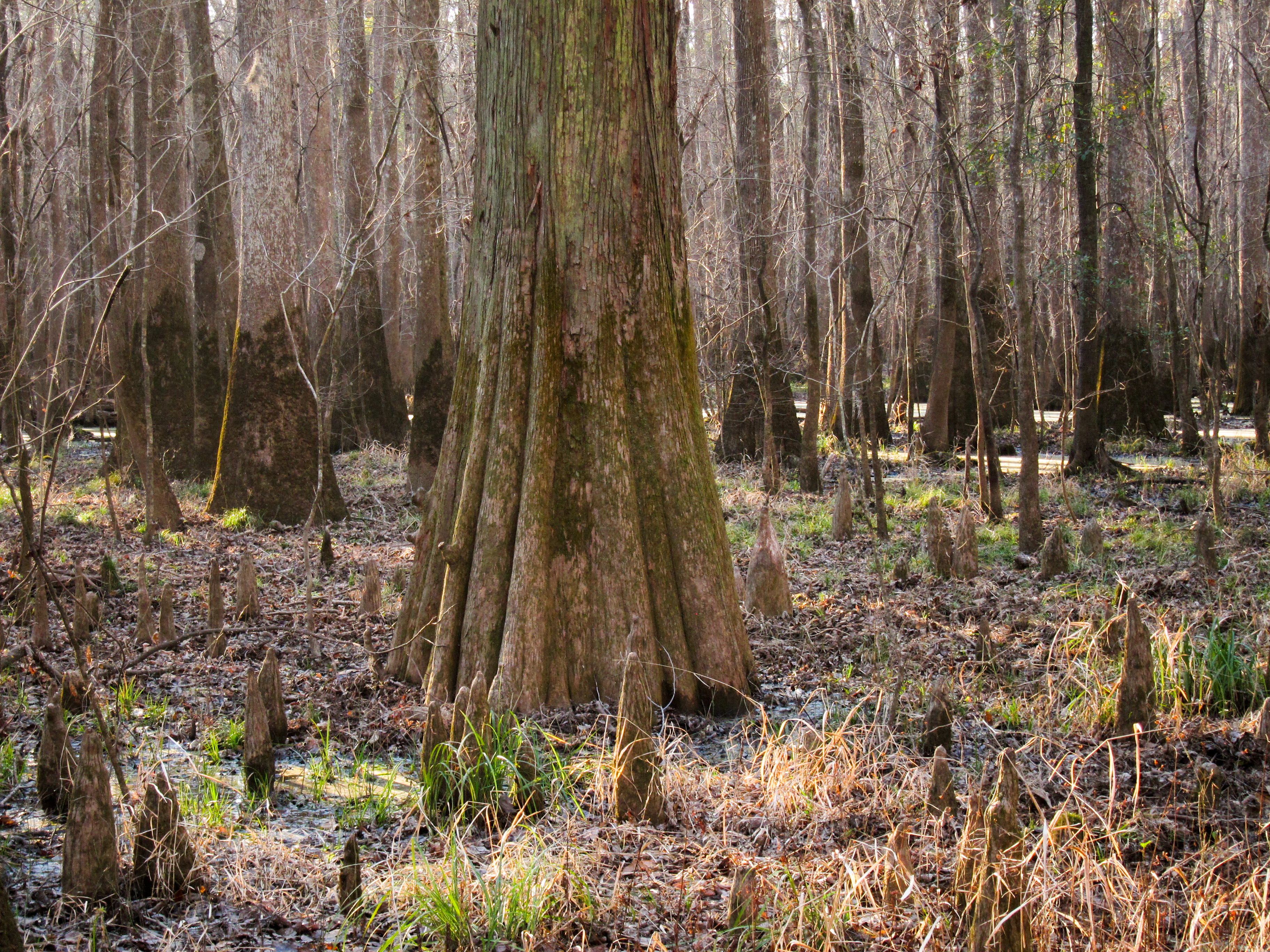
南加利福尼亚国家公园原始森林

多数游客是沿着木板环道进入公园，一条高2.4的步道穿过沼泽地，为保护珍稀地面菌类和植物生命。人员允许的情况下，星期六和星期日可免费划独木舟穿过沼泽地。康加里自称拥有迄今最高（169英尺，51.4米）最大（42立方米）的火炬松。
哈里·汉普顿游客中心的特点是对公园自然历史，并竭尽全力保护沼泽地。

## 纪录
2008年，南卡罗来纳教育电视台(SCETV)录制了一部关于康加里国家公园的纪录片，片名为《河流之源》：纪录了康加里公园的历史。纪录片主要采访了参与运动的人，他们最终确立了该区的美国国家历史遗迹地位，并见证了公园在南卡罗来纳下里奇兰县地区周边地区所起的作用。这部纪录片2009年9月首次于(SCETV)播出。

## 拓展阅读
- Official site: Congaree National Park （页面存档备份，存于）

- Friends of Congaree Swamp （页面存档备份，存于）

- Wilderness.net page on the park

- Panoramic photo of the exhibits in the Harry Hampton Visitor Center （页面存档备份，存于）

- Article about the Congaree Swamp and efforts to protect it

- Congaree National Park Hiking[永久]